# Mouvement islamique en Israël

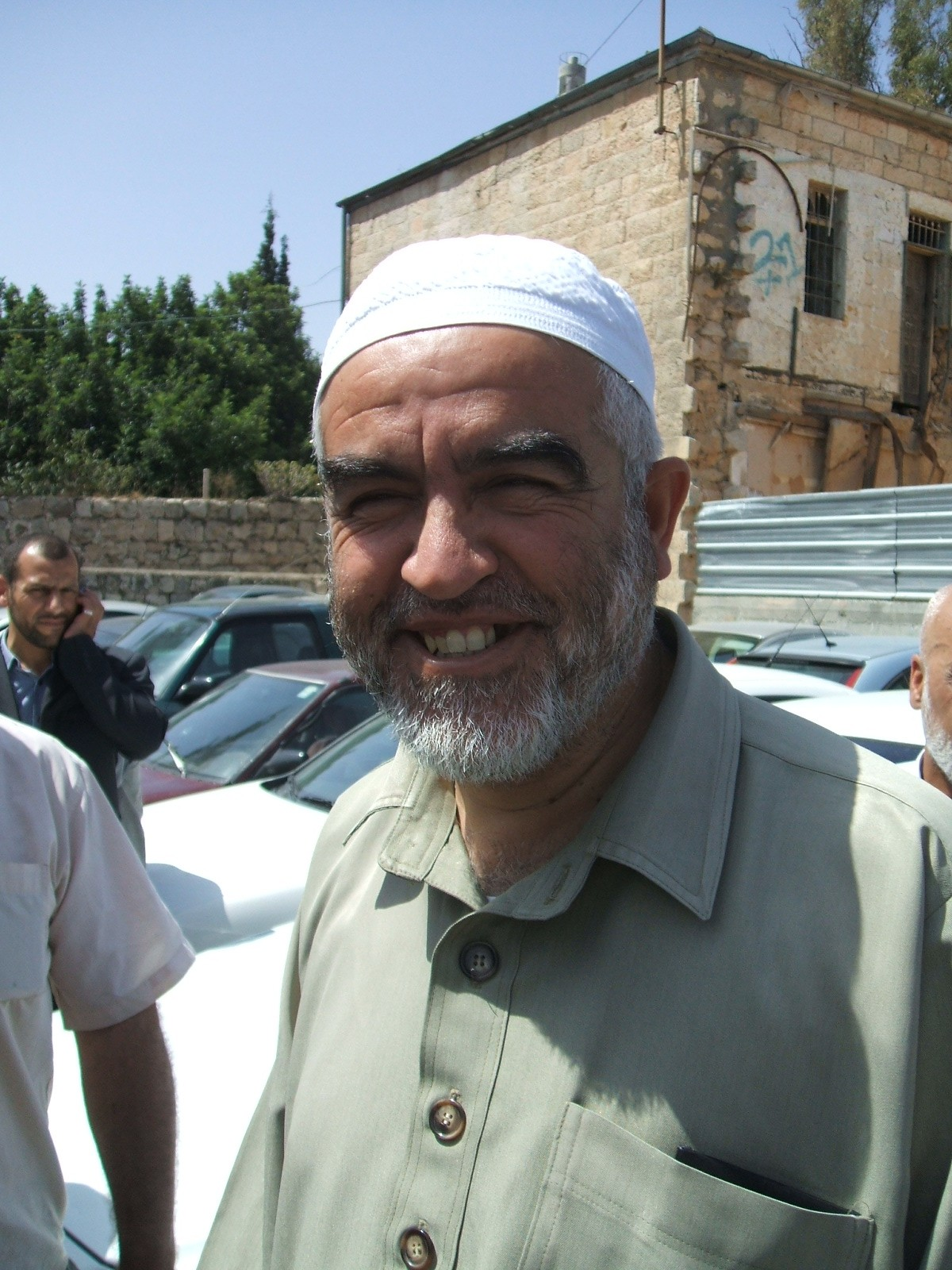
Raed Salah, chef de la branche nordiste du Mouvement islamique israélien.

Le Mouvement islamique en Israël est un mouvement islamiste arabe israélien. Le mouvement est actif à trois niveaux : religieux (éducation islamique, services religieux), social (services d'aide) et anti-sioniste (opposition à Israël et soutien au nationalisme palestinien). Le mouvement est divisé en deux branches : une branche nordiste, plus radicale, et une branche sudiste, plus modérée.
Son fondateur, Abdullah Nimar Darwish, est incarcéré pendant trois ans pour avoir fondé un mouvement visant à l’établissement d’un État islamique en Palestine. Après sa libération, au milieu des années 1980, il s’oppose à la violence politique contre l’État d’Israël et milite pour l’intégration des Palestiniens au sein de l’État juif, considérant l'intégration comme le meilleur moyen d’améliorer leurs conditions.